# Matt Hicks (baloncestista)
Mathew Hicks (nacido c. 1956) es un jugador de baloncesto profesional retirado estadounidense. Jugó parte de la temporada de baloncesto masculino de la División I de la NCAA de 1973–74 para el equipo de baloncesto masculino DePaul Blue Demons antes de que se descubriera que no era académicamente elegible. Inmediatamente se transfirió de la Universidad DePaul a la Universidad del Norte de Illinois para unirse al equipo de baloncesto masculino de los Northern Illinois Huskies. En Northern Illinois, fue dos veces seleccionado en el primer equipo de la Mid-American Conference y el premio al mejor Baloncestista Masculino del Año de la Mid-American Conference 1977. Había jugado para West Aurora High School en Aurora, Illinois (un suburbio de Chicago) antes de la universidad.

## Escuela secundaria
Hicks apenas llegó al equipo de baloncesto «B» de octavo grado de su escuela. Cuando era estudiante de secundaria, solo anotó 72 puntos para el equipo universitario. En su último año, en 1973 anotó 718 puntos. En 2007, el Chicago Sun-Times calificó el juego de 1973 entre West Aurora y East Aurora High School como el mejor concurso atlético en la historia de la escuela. Aunque Hicks contribuyó con 20 puntos, el margen final en la contienda 50 – 48 fue una propina de su compañero de equipo Craig Hardy. En un juego de playoffs de Clase AA de la Asociación de Escuelas Secundarias del Estado de Illinois (IHSA) de primera ronda, Hicks tuvo un enfrentamiento histórico contra Ernie Kent de Rockford West High School, en el que superó al Kent plagado de faltas 29–17 como parte de una victoria de 60–52. En el torneo de campeonato estatal IHSA Clase AA de 1973, Hicks (que en ese momento se conocía con el apodo de Skip), obtuvo marca de 5–16 (3–12 en la segunda mitad) al anotar 13 puntos en la sorpresiva derrota de la semifinal 39–33 ante New Trier High School. Hicks se recuperó en el juego de consolación con 30 puntos para derrotar a Lockport Central High School 67–45 por el tercer lugar, el resultado más alto para West Aurora desde el segundo lugar del equipo de 1959. Hicks terminó con un total de cuatro juegos de 87 puntos, el máximo del torneo. Formó parte del equipo All-Tournament junto con el futuro All-Star de la NBA Rickey Green, Alvin Green, el futuro Novato del Año de la MLB John Castino y Bob Bone.

## DePaul
Como estudiante de primer año, Hicks comenzó algunos juegos de principios de temporada. Descrito como un «gran saltador» con unas 82 pulgadas (208,3 cm) de envergadura, el primer comienzo de Hicks fue el 8 de diciembre de 1973, cuando DePaul visitó a Northwestern Wildcats en McGaw Hall. Hicks promedió 11,8 puntos y 8,9 rebotes en los primeros 10 partidos de DePaul.
Las calificaciones escolares de secundaria de Hicks estaban por debajo de la mínima de 2.0, lo que significa que no debería haber sido elegible para jugar como estudiante de primer año, pero estaba en la lista debido a un descuido del entrenador en jefe Ray Meyer. A pesar de que obtuvo un promedio de B durante su primer trimestre en DePaul, cuando otra escuela del área de Chicago informó que no debería haber sido elegible, la National Collegiate Athletic Association investigó y lo declaró no elegible. A partir del 5 de enero de 1974, Hicks todavía era un jugador muy respetado para el equipo DePaul y acababa de formar parte del equipo All-Tournament de principios de temporada. Sin embargo, estuvo fuera de juego en espera de una reunión para considerar su elegibilidad antes del partido de DePaul el 6 de enero contra Saint Joseph's.

## Norte de Illinois
El 16 de enero de 1974, Hicks se matriculó en la Universidad del Norte de Illinois (NIU). En su debut el 14 de enero de 1975 con Norte de Illinois, contribuyó con 13 puntos desde el banquillo, incluidas 2 canastas en tiempo extra en la victoria por – sobre Weber State. En el norte de Illinois, fue dos veces seleccionado en el primer equipo de la All-Mid-American Conference como junior y senior en 1976 y 1977, ganando el premio al mejor Baloncestista Masculino del Año de la Mid-American Conference en 1977. Lideró la conferencia en anotaciones (25.0 y 25.3) y rebotes (12.8 y 13.0) como junior y senior. Fue una mención de honor All-American por Associated Press (1976, 1977), The Sporting News (1976, 1977) y Converse (1977).
Después de su carrera de 2.5 temporadas en NIU, Hicks dejó la escuela como su líder de todos los tiempos en puntos de carrera (1,513) anotados, puntos anotados en una temporada (682), puntos de juego de conferencia MAC individuales (42, Kent State 7 de marzo de 1977), rebotes de un solo juego de conferencia MAC (23, Eastern Michigan 3 de marzo de 1976) y dobles-dobles de carrera (50). El récord de rebotes de un solo juego de conferencia MAC todavía figuraba como el récord actual en el libro de récords escolares 2019–2020. Paul Dawkins eclipsó algunos de los récords de Hicks, incluidos los puntos de su carrera en 1979. Fue nombrado jugador MAC de la semana dos veces como junior (28 de enero y 2 de marzo de 1976) y tres veces como senior (2 de enero, 1 y 8 de febrero de 1977).
Hicks no figuraba en la boleta del juego Pizza Hut All-American de 1977, pero una campaña organizada por escrito en la que sus 950 compañeros de dormitorio emitieron 65,000 votos por escrito lo seleccionaron. El director de información deportiva del norte de Illinois, Bud Nangle, y el propietario de Pizza Hut en Rochelle, Illinois, organizaron el esfuerzo para que lo votaran entre los 8 primeros puestos de la votación. El relleno de las urnas también empujó a los jugadores de Chicago Green y Bo Ellis al segundo y tercer lugar en la boleta. Hicks terminó séptimo. Perdió el concurso de volcadas del medio tiempo ante Marques Johnson.

## Vida personal
Los hermanos menores de Hicks y su hijo Theo jugaron baloncesto en la escuela secundaria para West Aurora. Su hermano menor, Ron, jugaba baloncesto en George Williams College.